# Drogheda United F.C.
Drogheda United F.C (irs. Cumann Peile Dhroichead Átha Aontaithe) ili kraće Drogheda United je nogometni klub iz Republike Irske. Klub postoji od 1919. godine, ali je igrao pod raznim imenima, tek su od 1975. godine primili ovo ime. U povijesti su osvojili po dva Setanta kupa i FAI kup, dok su 2007. godine jedini put osvojili ligu. Domaće utakmice igraju na United Parku.

## Vanjske poveznice
- Službene stranice